# Wgłobienie

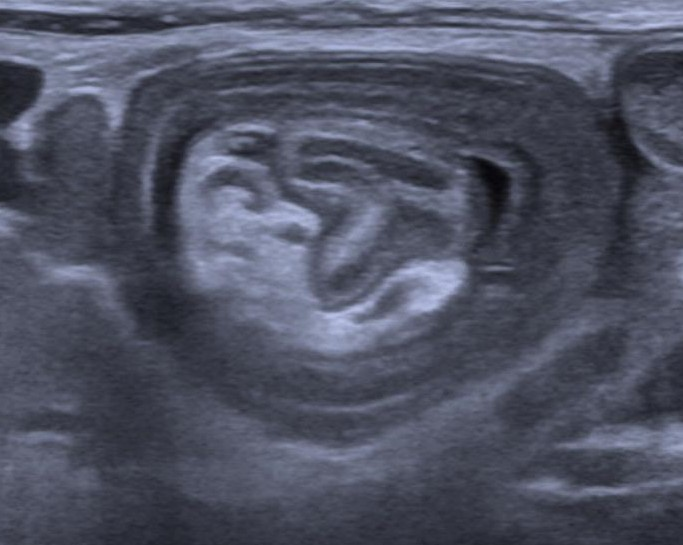
Obraz wgłobienia w USG jamy brzusznej

Wgłobienie (łac. invaginatio, intussusceptio, ang. intussusception) – patologiczny stan, w którym część jelita cienkiego wsuwa się teleskopowo w inną część jelita. Najczęstszym miejscem wgłobienia jest okolica kątnicy. Wgłobienie jest jedną z najczęstszych przyczyn ostrego brzucha u niemowląt. 

## Etiologia
W 90% przypadków przyczyna wgłobienia jest nieznana. Zachorowania często występują sezonowo - częściej wiosną i jesienią, co koreluje z sezonowością infekcji adenowirusowych.. Czynniki mechaniczne wpływające na perystaltykę (np. uchyłek Meckela, polipy, guz, naczyniaki, zdwojenie jelit, krwiaki śródścienne w przebiegu zapalenia naczyń związanego z IgA) częściej obserwowane są u pacjentów powyżej 2 r.ż.
Wgłobienie może występować również pooperacyjnie w każdym wieku, przyczyną jest wybiórczy powrót perystaltyki. 
Pierwsza wprowadzona na rynek szczepionka przeciwko rotawirusom Rotashield została wycofana po niespełna roku stosowania, w 1998 roku, ponieważ stwierdzono większą częstość występowania wgłobienia jelit u dzieci ją otrzymujących.

## Patogeneza
W przebiegu wgłobienia odpływ krwi z naczyń krezkowych jest utrudniony, co powoduje obrzęk ściany jelita powodujący przesiękanie krwi do światła jelita. Wymioty i nudności w przebiegu wgłobienia na początku są wynikiem podrażnienia otrzewnej, a z czasem niedrożności mechanicznej. W miarę przedłużania się wgłobienia, poprzez zaburzenia w ukrwieniu dochodzi do martwicy, a w rezultacie do perforacji ściany.

## Objawy i przebieg
W podręcznikach opisywana jest charakterystyczna triada objawów: ostry ból brzucha, podbarwiony krwią stolec, nazywany objawem "galaretki malinowej (porzeczkowej)", wyczuwalny guz w jamie brzusznej. Objawy te razem występują jednak u mniej niż 50% dzieci z wgłobieniem. 
Bóle brzucha w przebiegu wgłobienia mają charakter trwających od kilku do kilkunastu sekund napadów, pojawiających się w kilkunastominutowych odstępach, które zgodne są z ruchami perystaltycznymi jelita. U większości pacjentów dochodzi do pojawienia się wymiotów oraz zatrzymania stolca i gazów. Jeżeli dojdzie do perforacji, której następstwem jest zapalenie otrzewnej występuje tkliwość brzucha i obrona mięśniowa. Bladość powłok, tachykardia i pocenie się są objawami towarzyszącymi wstrząsowi. U małych niemowląt oraz u pacjentów z wgłobieniem pooperacyjnym ból brzucha może nie być wyraźnie zaznaczony, a głównym objawem są wymioty.

## Rozpoznanie
W badaniach diagnostycznycznych wykonywanych w trybie pilnym poza objawami klinicznymi podstawowym badaniem, wykorzystywanym w rozpoznaniu wgłobienia jest USG,  w którym widoczny jest charakterystyczny obraz tarczy strzelniczej. Czułość tego badania wynosi około 98-100%. W wątpliwych przypadkach wykonuje się zdjęcie przeglądowe jamy brzusznej, które wykazuje cechy niedrożności mechanicznej przewodu pokarmowego. Inną metodą diagnostyczną jest wlew kontrastowy z zawiesiny barytowej, który może być równocześnie metodą leczenia wgłobienia. 

## Leczenie
W dolegliwościach, które trwają mniej niż 24h wgłobienie jelita, przy braku objawów wskazujących na perforację przewodu pokarmowego wgłobienie leczy się nieoperacyjnie. W tym celu wykorzystywane są wlewki doodbytnicze z zawiesiny barytowej, lub wlew doodbytniczy z soli fizjologicznej (0,9% roztworu NaCl) wykonywany pod kontrolą USG oraz doodbytnicze podanie powietrza. Odgłobienie za pomocą podania soli fizjologicznej jest obecnie standardem postępowania. W przypadkach trwających dłużej, lub w razie niepowodzenia wlewów wykonuje się zabieg operacyjny. 

## Rokowanie
Nawet w zaawansowanych przypadkach jest dobre, śmiertelność jest bardzo niska. Nawroty występują z częstością 5% u pacjentów leczonych zachowawczo oraz 1% u pacjentów leczonych operacyjnie.